# La Lagunilla, Córdoba
La Lagunilla är en ort i Mexiko.   Den ligger i kommunen Córdoba och delstaten Veracruz, i den sydöstra delen av landet, 230 km öster om huvudstaden Mexico City. La Lagunilla ligger 1 149 meter över havet och antalet invånare är 455.
Terrängen runt La Lagunilla är varierad, och sluttar söderut. Runt La Lagunilla är det mycket tätbefolkat, med 2 345 invånare per kvadratkilometer. Närmaste större samhälle är Córdoba, 9,0 km söder om La Lagunilla. I omgivningarna runt La Lagunilla växer i huvudsak städsegrön lövskog.